# Lindy Remigino
Lindy John Remigino (Queens, Nueva York; 3 de junio de 1931-11 de julio de 2018) fue un atleta estadounidense especialista en pruebas de velocidad y ganador de dos medallas de oro en los Juegos Olímpicos de Helsinki 1952 (100 metros y relevos 4 x 100 metros)

## Biografía
Remigino nació en Elmhurt, Queens, Nueva York. Fue nombrado después del aviador Charles Lindbergh. Se crio en la localidad de Hartford, Connecticut. A los 14 años tuvo su primer contacto con el atletismo, ganando una carrera sobre 40 yardas. En 1952, estando en Manhattan College ganó el campeonato ICAAA 220, ocupando la segunda plaza del velocista de Morgan State, Art Bragg en los Ensayos Olímpicos de los Estados Unidos. La expectación principal era por contender para el título Olímpico, Jim Golliday, pero se lesionó  y no pudo calificar. En Helsinki, uno de los líderes velocistas estadounidenses, Art Braggs, se lesionó previo a los Juegos Olímpicos, dejando a dos estadounidenses, Dean Smith y Remigino para calificar a la final.   
Antes de los Juegos de Helsinki no estaba considerado entre los mejores velocistas del mundo, y de hecho había sido una sorpresa su clasificación para los Juegos. Todos los pronósticos apuntaban al jamaicano Herbert McKenley y al británico (aunque nacido en Trinidad) Emmanuel McDonald Bailey como principales candidatos al oro en los 100 metros.
La final olímpica de esta prueba tuvo lugar el día 21 de julio, y ha pasado a la historia como la más reñida de la historia, ya que los cuatro primeros clasificados fueron cronometrados con el mismo tiempo: 10,4. Los jueces tuvieron que recurrir a la foto finish (final de fotografía) para determinar el orden de llegada, y decidieron que, aunque el jamaicano Herbert McKenley había sido el primero en cruzar la línea de meta con el pie, el hombro derecho de Remigino estaba por delante, y por lo tanto era el ganador de la medalla de oro. McKenley debió conformarse con la plata, mientras que el bronce fue para el británico Emmanuel McDonald Bailey.
Su segunda medalla de oro llegó en la prueba de relevos 4 x 100 metros, en la que los estadounidenses se impusieron por delante de la Unión Soviética y Hungría. El cuarteto ganador lo formaban por este orden Dean Smith, Harrison Dillard, Lindy Remigino y Andy Stanfield.
Tras los Juegos, Remigino y el jamaicano McKenley se enfrentaron en varias ocasiones durante ese mismo verano en diversas ciudades europeas, venciendo Remigino en todas las carreras sobre 100 metros, mientras que McKenley solo logró derrotarle en una ocasión sobre 200 metros. En Oslo Remigino ganó con 10,2 una marca que igualaba el récord mundial, pero el excesivo viento favorable impidió que fuera reconocido oficialmente.
Se retiró de las pistas en 1956, tras no lograr la clasificación para competir en los Juegos de Melbourne. Durante casi cincuenta años fue entrenador de atletismo en la Escuela Secundaria de Hartford. Falleció el 11 de julio de 2018 a causa de cáncer de páncreas.
| Predecesor: Harrison Dillard | Campeón Olímpico de 100 metros lisos Juegos Olímpicos de Helsinki 1952 | Sucesor: Bobby Morrow |